# Инсолация
Инсолацията (на английски: hyperthermia, insolation, sunstroke) е състояние на организма, известно още като топлинен удар или слънчасване, което се предизвиква от действието на високата температура на околната среда върху човешкия организъм.

## Обща информация
Симптомите на това състояние се появяват вследствие на хипертермия, получена от продължителен престой на пряко слънчево греене или в условията на горещ и влажен климат. Единственият естествен регулаторен механизъм за охлаждане на човешкото тяло е изпотяването, но при интензивно слънчево облъчване загряването на кожата и тъканите под нея става толкова бързо, че изпарението на потта не може да поддържа адекватно телесната температура и тя започва да се повишава. Подобен е и резултатът от горещия и влажен климат, където причина за хипертермията е високото съдържание на вода във въздуха, което възпрепятства нормалното изпарение на потта от повърхността на тялото. Особено тежки могат да бъдат последствията при извършване на физически труд на открито, тъй като освен от топлинната радиация на Слънцето, тялото се загрява и от метаболитните процеси, в резултат на което охлаждането става крайно недостатъчно и се нарушава хомеостатичното равновесие на организма. Губи се голямо количество вода и соли, а телесната температура се повишава. Загубата на вода може да доведе до дехидратация, която е един от най-рисковите фактори през лятото. Дехидратацията на организма не винаги се предизвиква само от топлината. Поемането на кафе, алкохол и някои медикаменти води до интензивно уриниране, което намалява водата в организма. В резултат на това клетките на тялото започват да изтеглят необходимото им количество вода от кръвта и така намаляват нейния обем. Това на свой ред води до неефективно потене и охлаждане на организма, предразполагащо към хипертермия и топлинен удар.

## Симптоми
Симптомите на слънчасването са главоболие, обща отпадналост, световъртеж, гадене, повръщане, слабо потене или липса на такова, студена и суха кожа, висока телесна температура (над 38.9 °C), ускорен пулс. В по-тежките случаи се наблюдават мускулни спазми, гърчове, дори кома и смърт. Особено застрашени са възрастните хора, както и хората с наднормено тегло или със сърдечно-съдови заболявания.

## Превенция
Поемането на достатъчно количество течности е крайно наложително в топлите месеци от годината. Противопоказно е приемането на алкохол, както и на съдържащи кофеин напитки, поради тяхното диуретично действие. Излагането на слънце и тежката физическа работа през горещата част от деня също трябва да се избягват.

## Първа помощ
При поява на симптоми на топлинен удар или слънчасване незабавно трябва да се застане на сянка, като всички излишни дрехи трябва да се махнат. Тялото да се потърка с влажна кърпа или да се напръска със студена вода, за да се охлади по-бързо. Добре е да се поемат студени подсладени или подсолени напитки или вода. Ако е възможно за охлаждане може да се използва и вентилатор, като преди това кожата се мокри с вода. В по-тежки случаи трябва незабавно да се повика лекар.